# Chalèze
Chalèze é uma comuna francesa na região administrativa de Borgonha-Franco-Condado, no departamento de Doubs. Estende-se por uma área de 5,68 km². Em 2010 a comuna tinha 378 habitantes (densidade: 66,5 hab./km²).